# Hildburghausen
Hildburghausen é uma cidade da Alemanha capital do distrito de Hildburghausen, estado da Turíngia.